# Trevor Wright (Leichtathlet)
Trevor Wright (* 23. September 1946) ist ein ehemaliger englischer Leichtathlet, der 1971 Zweiter bei der Europameisterschaft im Marathonlauf wurde. In den 1980er Jahren startete Wright für Neuseeland. 
Trevor Wright war bereits als Junior in der englischen Crosslaufmannschaft gestartet. 1970 siegte er bei den englischen Meisterschaften im Crosslauf. Bei den Europameisterschaften 1971 in Helsinki trat Wright im Marathonlauf an. Er gehörte während des gesamten Rennens zur Spitzengruppe und gewann am Ende in 2:13:59,6 h Silber mit 50 Sekunden Rückstand auf den Belgier Karel Lismont. In den folgenden Jahren gelangen ihm immer wieder vordere Platzierungen bei bedeutenden Marathonläufen, so belegte er 1978 den dritten Rang beim New-York-City-Marathon und 1981 den dritten Rang beim London-Marathon, an dem er gemeinsam mit seiner Frau Rosemary teilnahm. Im englischen Nationaltrikot trat Wright bei den Crosslauf-Weltmeisterschaften 1975 an, als er in der Teamwertung die Silbermedaille gewann. Bei den Commonwealth Games 1978 belegte er im Marathonlauf in 2:20:14,6 h den neunten Platz. Anfang der 1980er Jahre nahm Trevor Wright die neuseeländische Staatsangehörigkeit an und wurde 1982 neuseeländischer Meister im Marathonlauf. Am 17. April 1983 lief Wright als Neunter des London-Marathons 2:12:29 Stunden, womit er seine vorherige persönliche Bestzeit von 1978 um drei Sekunden unterbot. Bei den ersten Weltmeisterschaften der Leichtathleten belegte Wright 1983 in Helsinki in 2:17,31 h den 31. Platz.
Bei einer Körpergröße von 1,70 m betrug sein Wettkampfgewicht 56 kg.